# جيه. وليامز
جيه. وليامز (بالإنجليزية: J. D. Williams)‏ هو ممثل أمريكي، ولد في 22 مايو 1978 بنيوآرك في الولايات المتحدة.

## أعمال

### مسلسلات
- ذا غود وايف

## وصلات خارجية
- جيه. وليامز على موقع IMDb (الإنجليزية)
- جيه. وليامز على موقع ألو سيني (الفرنسية)
- جيه. وليامز على موقع ميوزك برينز (الإنجليزية)
- جيه. وليامز على موقع أول موفي (الإنجليزية)
- جيه. وليامز على موقع قاعدة بيانات الفيلم (الإنجليزية)
- جيه. وليامز على موقع كينوبويسك (الروسية)